# Cascade de Rochester
Pour les articles homonymes, voir Rochester.
La cascade de Rochester est une chute d'eau de Maurice.

## Géographie
La cascade de Rochester se situe au nord de Souillac, une ville dans le sud de l'île Maurice. L'escarpement franchi par la rivière Savanne est formé d'orgues volcaniques basaltiques.
Elle mesure 10 mètres de hauteur et environ 15 mètres de largeur.